# 祭公
祭公（?—?），祭氏，名不详，中国春秋时期周朝的卿士，祭国的国君。鲁桓公八年（前703年）冬季，祭伯到鲁国访问，并到纪国迎接天子周桓王的王后纪季姜。